# Nyári Magda
Nyári Magda, Kovácsné (Budapest, 1921. július 1. – Budapest, 2005. május 4.) olimpiai ezüst- és világbajnoki bronzérmes magyar vívó.

## Pályafutása
A budapesti Petőfi, a Törekvés és a BVSC színeiben versenyzett. Három olimpián szerepelt. Az 1960-as római olimpián a női tőrcsapat tagjaként ezüstérmet nyert. 1951-ben egyéniben világbajnoki bronzérmet szerzett Stockholmban.